# یشیم جرن بوزاوغلو
یشیم جرن بوزاوغلو (انگلیسی: Yeşim Ceren Bozoğlu؛ زادهٔ ۲۹ ژوئیهٔ ۱۹۷۴) بازیگر اهل ترکیه است.
از فیلم‌ها یا برنامه‌های تلویزیونی که وی در آن نقش داشته‌است می‌توان به بازگشت به خانه اشاره کرد.